# Varaqī
Varaqī är en ort i Iran.   Den ligger i provinsen Nordkhorasan, i den nordöstra delen av landet, 600 km öster om huvudstaden Teheran. Varaqī ligger 1 161 meter över havet och antalet invånare är 301.
Terrängen runt Varaqī är kuperad åt sydväst, men åt nordost är den platt. Runt Varaqī är det ganska tätbefolkat, med 75 invånare per kvadratkilometer. Närmaste större samhälle är Shīrvān, 16,2 km öster om Varaqī. Omgivningarna runt Varaqī är i huvudsak ett öppet busklandskap.